# محمدصالح اصفهانی
محمدصالح اصفهانی (درگذشت: ۱۸ ربیع‌الاول ۱۱۲۶ه‍.ق/۳ آوریل ۱۷۱۴م) از خوشنویسان و کتیبه‌نویسان دوره صفوی در اواخر سده یازدهم و اوایل سده دوازدهم هجری است. او فرزند ابوتراب اصفهانی معروف به ترابا بود و در خط نستعلیق از جمله شاگردان پدر و پیروان میرعماد است.
محمدصالح اصفهانی تذکره‌ای درباره خط و خطاطان نوشته که دکتر بیانی شرحی از آن را در کتابش داده است.
بسیاری از کتیبه‌های بناهای تاریخی اصفهان در اواخر دوران صفویه از جمله کتیبه بالای ایوان چهلستون و کتیبه‌های متعدد دیگر به خط اوست. در قسمت فوقانی محراب مسجد شاه اصفهان کتیبه‌ای استادانه و ظریف به خط ثلث ممتاز دیده می‌شود که در انتها نام محمدصالح اصفهانی و تاریخ ۱۰۳۸ ه‍.ق را دارد . از جمله آثار دیگر می‌توان به کتیبه های نارنجستان قوام شیراز اشاره کرد . که با توجه به تاریخ آن که با درگذشت محمد صالح فرزند ابوتراب ۸۸ سال فاصله دارد و او نستعلیق‌نویس بوده متعلق به محمدصالح اصفهانی دیگری است که در ثلث تبحر داشته است.
محمدصالح شاعر نیز بوده و این بیت پرمعنا از اوست:
| چه شد حق سعی و كجا شد سپاس |  | چرا خلق گشتند حق ناسپاس |